# Ostedes andamanica
Ostedes andamanica là một loài bọ cánh cứng trong họ Cerambycidae.